# Trimma anaima
Trimma anaima és una espècie de peix de la família dels gòbids i de l'ordre dels perciformes.

## Morfologia
- Els mascles poden assolir 3 cm de longitud total.[4][5]

## Hàbitat
És un peix marí de clima tropical que viu entre 6-18 m de fondària.

## Distribució geogràfica
Es troba a Comores, Indonèsia i Tonga.